# Intento de asesinato de Robert Fico
El 15 de mayo de 2024, el primer ministro de Eslovaquia, Robert Fico, recibió varios disparos en la localidad de Handlová, habiendo sido herido de gravedad.

## Atentado
Un tiroteo se produjo en torno a las 13:30 horas frente a un centro cultural en Handlová, donde se celebraba un debate gubernamental. Fico se dirigió hacia la multitud para saludar a sus simpatizantes, cuando recibió varios disparos. Según los periodistas, se escucharon cinco disparos. Casi de inmediato, el primer ministro se desplomó en el suelo. El agresor fue capturado por varias personas y la policía acordonó la zona.
Fico fue subido a un coche por personal médico. Posteriormente fue trasladado a un hospital por sus heridas y posteriormente un helicóptero sanitario lo transportó a un centro asistencial de la capital, Bratislava  Según TA3, una emisora local, se realizaron cuatro disparos, uno de los cuales alcanzó a Fico en la zona del estómago y otros en la cabeza y el pecho.Plus jeden deň informó que el estado de Fico era grave. Otros tres ministros fueron escoltados fuera del lugar.
El sospechoso, un ciudadano eslovaco de 71 años, era residente en la ciudad de Levice poeta y escritor local que actuó en solitario y que había participado en protestas en contra del gobierno y expresado opiniones pacifistas y en contra de los romaníes.

## Respuesta
El vicepresidente del Parlamento, Ľuboš Blaha, confirmó el tiroteo durante una sesión parlamentaria que luego fue suspendida, y acusó a la oposición y a los medios opositores de provocar una atmósfera de odio hacia Robert Fico y el gobierno, y de ser responsables morales del atentado. Zuzana Čaputová, presidenta de Eslovaquia, calificó el tiroteo de «brutal y despiadado» y expresó su conmoción por el ataque y su solidaridad con Fico. Sentimientos similares expresó Michal Šimečka, líder del partido de oposición Eslovaquia Progresista.
El primer ministro checo, Petr Fiala, y varios otros políticos checos condenaron el ataque.
La policía eslovaca indicó que perseguiría y sancionaría cualquier comentario en las redes sociales en los que se propagase el odio, se aprobase el atentado o se llamase a la violencia.
El canciller Olaf Scholz tachaba el acto de cobarde y afirmaba que la violencia no debe de tener sitio en la política europea.
Ursula von der Leyen, presidenta de la Comisión Europea condenó el ataque y afirmó que dichos actos no tienen sitio en la sociedad y socavan la democrácia.
Jens Stoltenberg, secretario general de la OTAN, y otros líderes europeos de diferente signo político también mostraron su consternación.

## Recuperación
El día 30 de mayo el primer ministro Fico fue dado de alta del Hospital universitario F.D. Roosevelt donde fue atendido por las 5 heridas causadas por el atacante. El político necesitó una operación de 5 horas de urgencia el día del atentado y otra cirugía dos días después. La directora del centro sanitario, Miriam Lapuníková, dijo que al paciente le espera una «larga rehabilitación».